# Сетевая энциклопедия
Сетевая энциклопедия, интернет-энциклопедия или онлайн-энциклопедия (англ. Online encyclopedia) — цифровая энциклопедия, к которой открыт доступ из сети Интернет.
Сетевые энциклопедии стали популярными справочными ресурсами с развитием интернета в условиях быстрого увеличения объёма информации. Виртуальная форма представления энциклопедической информации открыла новые перспективы в развитии изданий данного жанра, разрешила изменение формата (поиск по запросу без листания страниц, поиск по изображениям, больший объём текста, ссылки, отсутствие необходимости в сокращениях ради экономии бумаги) и увеличила доступность для широкой общественности, как в части свободного доступа к информации, так и в части участия общественности в формировании контента.
Сетевые энциклопедии, как и бумажные, могут быть универсальными (описывающие темы из всех важнейших областей знаний), так и предметными (общепредметные, специализированные или тематические). По способу создания сетевые энциклопедии можно разделить на две большие группы: создаваемые с нуля для интернета и оцифрованные и выложенные в сеть копии бумажных энциклопедий. Как правило, вторые ориентированы только на предъявление информации, в то время как первые интерактивны и позволяют своим читателям быть также и редакторами.

## История
Первая попытка создать если не интернет-энциклопедию, то хотя бы сетевое сообщество по созданию энциклопедии относится к 1991 году, когда участники группы новостей Usenet alt.fan.douglas-adams начали проект по созданию реальной версии Путеводителя для путешествующих автостопом по Галактике, вымышленной энциклопедии, используемой в работах Дугласа Адамса. Он стал известен как Project Guide Galactic. Несмотря на то, что изначально целью его было содержать только реальные, фактические статьи, политика была изменена, чтобы позволить и поощрять также полуреальные и нереальные статьи. Project Galactic Guide содержит более 1700 статей, однако с 2000 года добавление новых статей прекратилось; вероятно, отчасти из-за основания h2g2, более официального проекта среди подобных линий.
К 1993 году относится первая попытка построить интернет-энциклопедию, которая позволяла любому желающему писать статьи и добавлять их в центральный каталог всех страниц. Данный проект, получивший название Interpedia, так в конечном счёте и не был реализован.
В январе 1995 года в рамках Проекта «Гутенберг» началась работа по публикации ASCII-текста 11 издания Энциклопедии Британника 1911 года, но разногласия по поводу метода остановили работу после первого тома. Из-за товарных знаков энциклопедия эта была опубликована как Gutenberg Encyclopedia. В 2002 году текст всех 28 томов был опубликован другой источник на странице под названием «Classic encyclopedia».
В январе 2001 года появилась Википедия, основанная на появившейся ещё в 1995 году технологии вики. Эта технология смогла представить методы, хорошо подходящие для создания проектов энциклопедического характера, а также предоставила инструментарий, способствующий быстрому развитию энциклопедических проектов. «Википедия» является полностью открытой сетевой энциклопедией, разработкой и наполнением которой занимаются сами посетители. Уже в 2003 году началось успешное развитие параллельных проектов фонда Викимедия. Появились Викицитатник, Викивиды, Викисклад, Викитека, Викиновости, а позднее — множество других вики-энциклопедий.
Благодаря успеху и бурному развитию Википедии в 2000-е годы началось бурное развитие подобных сетевых интернет-энциклопедий. Многие из них основывались участниками Википедии, имеющими альтернативную точку зрения на то, какой должна быть свободная интернет-энциклопедия. В настоящее время на технологии вики построено большинство интернет-энциклопедий, как «общих», так и узконаправленных, описывающих какие-либо конкретные области. Из них, пожалуй, только китайская Энциклопедия Байду может соперничать с Википедией по размеру и посещаемости.